# Nervové poškození
Nervová poškození je druh zranění, při kterém dochází k poškození nervu. Existují tři stupně poškození: neuropraxie, axonotmeze a neurotmésie.

## Neuropraxie
Jde o nejlehčí typ poškození, který se obvykle zahojí sám. Nedochází k narušení axonu (samotné nervové vlákno), ale jen k narušení jeho myelinového obalu, podílejícím se na přenášení nervových vzruchů, ale i to stačí na snížení jeho funkce a bolestivost. Hojení trvá několik hodin až 2 týdny, nejčastěji vzniká v důsledku skřípnutí nervu, zahojení kompletní.

## Axonotmeze
Dochází k porušení axonu, avšak celkově nerv stále drží pohromadě, nedošlo k jeho úplnému přerušení. Zde jsou už důsledky závažnější a dochází až k ochrnutí svalů, ztrátě citlivosti nebo narušení smyslového vnímání. V tomto případě je stále nerv schopen samoléčby a porušený axon se zregeneruje, to znamená že z konce bližšího k mozku začnou vyrůstat vlákna směrem k utrženému zbytku a následně začne nerv opět dorůstat a nahrazovat poškozenou část a celý nerv se opět uvede do funkce, nervy jsou schopny dorůstat rychlostí až 1 mm/den, ale zajít k lékaři je při neurologických potížích více než vhodné.

## Neurotmésie
Kompletní přerušení nervu, kdy oddělená část přestává zcela fungovat. Doprovází to obvykle úplný výpadek funkce určitých částí těla, které daný nerv ovládá, například nejde pohybovat určitým svalem, určitá část kůže znecitliví, může se projevit například neschopní pohnout končetinou. Nerv se v tomto případě stěží vyléčí sám, pokud se přetržené části nedotýkají, proto je nutné jeho chirurgické spojení, jinak dochází k utvoření na konci živé části bouličky zvané neurom a zůstávají problémy s ovládáním svalů, citlivostí kůže a citovým vnímáním.